# Cycloramphus brasiliensis
Cycloramphus brasiliensis är en groddjursart som först beskrevs av Franz Steindachner 1864.  Cycloramphus brasiliensis ingår i släktet Cycloramphus och familjen Cycloramphidae. IUCN kategoriserar arten globalt som nära hotad. Inga underarter finns listade i Catalogue of Life.